# Trichocalyx obovatus
Trichocalyx obovatus là một loài thực vật thuộc họ Acanthaceae. Đây là loài đặc hữu của Yemen. Môi trường sống tự nhiên của chúng là rừng khô nhiệt đới hoặc cận nhiệt đới và vùng cây bụi khô khu vực nhiệt đới hoặc cận nhiệt đới.